# حرز بيشوب
حرز بيشوب (بالإنجليزية: Bishop score)‏ المعروف أيضاً باسم حرز عنق الرحم، هو مقياس ما قبل الولادة، يهدف للمساعدة في التنبؤ ما إذا كان سيتطلب تحريض المخاض. كما تم استخدامه لتقييم احتمالات الولادة المبكرة العفوية. وقد تم وضع حرز بيشوب من قبل الدكتور إدوارد بيشوب ونشر في أغسطس 1964.

## المكونات
يتم تحقيق النتيجة الإجمالية من خلال تقييم العناصر الخمسة التالية على الفحص المهبلي:
- تمدد عنق الرحم
- إمحاء عنق الرحم
- اتساق عنق الرحم
- وضعية عنق الرحم
- محطة الجنين

يسجل حرز بيشوب درجات المرضى الذين من المرجح أن يحقق تحريض ناجح على الولادة، حيث ترتبط مدة الولادة عكسيا مع حرز بيشوب. والنتيجة التي تتجاوز 8، توصف المريضة على الأرجح لتحقيق الولادة المهبلية الناجحة. أما إذا كان حرز بيشوب أقل من 6، عادة ما يتطلب استخدام طريقة لتوسيع عنق الرحم بواسطة أساليب أخرى.

## المعايير
ويعطى كل عنصر درجة من 0 إلى 2 أو 0 إلى 3 ، وأعلى درجة ممكنة هي 13.
| المعيار         | الحرز | الحرز  | الحرز  | الحرز  | الوصف |
| المعيار         | 0     | 1      | 2      | 3      | الوصف |
| --------------- | ----- | ------ | ------ | ------ | --- |
| الوضع           | خلفى  | أوسط   | أمامى  | –      | تتغير وضعية عنق الرحم مع دورات الطمث، كما أنه يميل أكثر للأمام ( أقرب لفتحة المهبل ) مع اقتراب موعد الولادة. |
| الاتساق         | قاسى  | أوسط   | رقيق   | –      | عادة ما يكون عنق الرحم أكثر صرامة ومقاومة للتمدد في الخروس( حامل للمرة الأولى )، فيشبه البالون التي لم تنتفخ سابقا ( يبدو وكأنه الجزء السفلي من الذقن)، ولكن يصبح عنق الرحم أقل صلابة مع الولادات المهبلية اللاحقة، ويسمح باتساع أسهل على المدى.                                                                                 |
| امحاء عنق الرحم | 0-30% | 40-50% | 60-70% | 80+%   | يشير امحاء عنق الرحم إلى مدى رقته، فعادة ما يقترب عنق الرحم من ثلاثة سنتيمترات في الطول، وكوسيلة للإستعداد الولادة ومع استمرار عملية الولادة، يطمس عنق الرحم حتى يمحا تماما (ورقة رقيقة). |
| تمدد عنق الرحم  | مغلق  | 1–2 سم | 3–4 سم | 5+سم   | التمدد هو مقياس لمدى اتساع فم العنق، وعادة ما يكون المؤشر الأكثر أهمية للتقدم خلال المرحلة الأولى من الولادة. |
| محطة الجنين     | −3    | −2     | −1, 0  | +1, +2 | محطة الجنين، والتي تصف وضع رأس الجنين، ومسافتها من الأشواك الإسكية للحوض، والتي تقع على بعد 3-4 سم داخل المهبل. ولا يتم الشعور بها عادة. يتصور المهنيون الصحيون موضع هذه الأشواك، ويستخدمونها كنقطة مرجعية. وتشير الأرقام السالبة إلى أن الرأس أعلى الأشواك الإسكية، كما تشير الأرقام الموجبة إلى أن الرأس أسفل الأشواك الإسكية. |

## تفسير بيانات حرز بيشوب
تشير درجة 5 أو أقل إلى أن الولادة من غير المرجح أن تبدأ دون تحريض المخاض، وتشير درجة 9 أو أكثر أن الولادة ستبدأ على الأرجح بشكل عفوي.
وغالبا ما تشير درجة بيشوب المنخفضة إلى أن تحريض المخاض غير المرجح أن يكون ناجحا، كما تشير بعض المصادر إلى أن درجة 8 أو أكثر ترمز على نحو موثوق إلى نجاح تحريض المخاض.

## حرز بيشوب المعدل
يعتمد حرز بيشوب المعدل على نظام تقييم عنق الرحم قبل الولادة، حيث تم استبدال امحاء عنق الرحم بطول عنق الرحم بالسم. ويصبح التقييم على النحو التالي: 0 ل> 3 سم، 1 ل> 2 سم، 2 ل> 1 سم، 3 ل> 0 سم.
تعديل آخر لحرز بيشوب هو المعدلات، حيث يتم إضافة النقاط أو طرحها وفقا لظروف خاصة على النحو التالي:
تتم إضافة نقطة واحدة ل:
- وجود مقدمات الارتعاج.
- كل ولادة مهبلية سابقة.

يتم طرح نقطة واحدة من أجل:
- حمل مؤخر.
- عدم الولادة ( عدم وجود ولادات مهبلية سابقة ).
- تمزق الأغشية الباكر.

## اقرأ أيضا
- الإجهاض
- فيبرونكتين جنيني
- الولادة المبكرة
- حرز أبغار
- مقياس غلاسكو للغيبوبة